# 大前繁雄
大前 繁雄（おおまえ しげお、1942年6月28日 - ）は、日本の政治家。元衆議院議員（2期）。兵庫県尼崎市出身。

## 経歴
兵庫県立尼崎高等学校を卒業し、1962年、京都大学法学部に入学。1966年大学卒業後、民間会社勤務を経て、1979年に兵庫県議会議員選挙に西宮市選挙区から立候補し当選する。民社党会派に所属し（民社党離党後は無所属）、連続6回当選。
1989年1月に高等専修学校甲英学院を創設、以後2010年3月まで理事長を務める。藍綬褒章受章（1999年）。
2000年に西宮市長選挙に立候補したが、元西宮市教育長である山田知に28票差で落選。
2003年の第43回衆議院議員総選挙に自民党公認で立候補。同じ選挙区には、社民党党首の土井たか子・元衆議院議長がいたが、前年に北朝鮮が拉致疑惑を認めたことで社民党への逆風が吹いたこともあり、土井を破って初当選（土井は比例復活）。2005年に2回目の当選。
2006年9月発足の安倍内閣で、防衛庁長官政務官に就任。2007年1月の防衛省発足に伴い、初代防衛大臣政務官に就任。
2009年8月30日の第45回衆議院議員総選挙に自民党から立候補。公明党の推薦を受けるも落選した。
兵庫県議会議員の大前春代は次女で、2009年7月5日の兵庫県議会補欠選挙で無所属で当選した。第47回衆議院議員総選挙に立候補したが落選。
2010年5月、自民党を離党。10年ぶりに西宮市長選挙に無所属で立候補。前副市長の河野昌弘に2648票差の次点で落選。

## 人物

### 政治的主張
- 北朝鮮に対して県議時代から強硬な姿勢を取っている。初当選した第43回衆議院議員総選挙でも拉致被害者家族会から支援を受けている[要出典]。
- 新しい歴史教科書をつくる会支援者の一人[要出典]。
- 選択的夫婦別氏制度の法制化については、2004年3月11日の自民党法務部会にて「国家解体運動の一環」[3]と発言するなど反対の姿勢を示している。

### 統一教会・集団結婚に祝電
- 2006年6月に、統一教会の集団結婚式（天宙平和連合祖国郷土還元日本大会）に祝電を送っていた[4]。

### 発言
- 2008年3月8日、イージス艦衝突事故をめぐって、神戸市内で開かれた自由民主党兵庫県連の会合で、「双方に過失があったはずで、公正な立場から原因究明にあたるべきだ」とし、漁船側に「重大な過失があるが、そのことには一言も触れられていない」と発言した。また、事故の再発防止を訴える中で「ライフジャケットをつけていれば浮いてくるはずで、大規模な捜索活動はいらなかった。（地元漁業協同組合関係者が捜索の際に）これみよがしにライフジャケットを身につけていた」とも話したという[5]。

## 著作
- 中島英迪との共著『皇室典範改正への緊急提言』新風書房 2020年8月。

## 不祥事
- 2009年1月、大前が理事長を務める学校法人「大前学園」（兵庫県西宮市）が、国有地売却入札で落札した後、「高過ぎた」として契約を辞退、知人に再入札を依頼し当初の落札額より約7000万円安い価格で買い取っていたことが分かった。大前は同日、西宮市役所で記者会見し事実を認めた上で、「違法ではないが、国会議員が国有財産を取得するのは道義的に責任がある。最初の金額で買っておくべきだったとの思いはある」と述べた[6]。

## その他
- 大前学園理事長のポストは、次男に世襲している[7]。

## 関係団体
- 日本熊森協会 - 顧問[要出典]

## 所属していた団体・議員連盟
- 神道政治連盟国会議員懇談会
- 日朝国交正常化推進議員連盟
- 外国人材交流推進議員連盟
- 朝鮮通信使交流議員の会
- 北朝鮮に拉致された日本人を早期に救出するために行動する議員連盟